# Ji Yun-nam
Ji Yun-nam (* 20. November 1976 in Pjöngjang) ist ein ehemaliger nordkoreanischer Fußballspieler.

## Karriere
Ji trat international als Spieler der Sportgruppe 25. April in Erscheinung, dem Klub der Koreanischen Volksarmee.
Der Defensivakteur kam 2004 in drei Qualifikationsspielen zur WM 2006 erstmals in der nordkoreanischen Nationalelf zum Einsatz. 2008 gehörte er bei der Ostasienmeisterschaft sowohl in der Qualifikation als auch in der Endrunde zum nordkoreanischen Aufgebot, bei der Ostasienmeisterschaft 2010 scheiterte er mit der Mannschaft in der Qualifikationsrunde.
In der erfolgreichen Qualifikation für die WM 2010 rückte Ji zur letzten Qualifikationsrunde ins Aufgebot und stand in fünf Partien in der Startaufstellung. Beim entscheidenden 0:0 am letzten Spieltag gegen Saudi-Arabien trug er die Kapitänsbinde. Bei der WM-Endrunde in Südafrika gehörte er zum nordkoreanischen Aufgebot und erzielte im Auftaktspiel gegen Rekordweltmeister Brasilien in der 89. Minute den Treffer zum 1:2-Endstand; es blieb der einzige Turniertreffer Nordkoreas.